# Takahasi Kazuki
Takahasi Kazuki (高橋 和希; Hepburn: Takahashi Kazuki; Tokió, 1961. október 4. – 2022 július) híres japán mangaka, illusztrátor és játéktervező. Ő a Yu-Gi-Oh! manga megalkotója.

## Élete és pályafutása
Takahasi Kazuki 1961. október 4-én született a japán fővárosban.
Már gyermekkorában szeretett rajzolni, de a középiskolás évei alatt nem lett még mangaka. 19 évesen az egyik manga története versenyt nyert a Sónen manga magazinon.
1982-ben (21 évesen) kezdett el mangákat rajzolni. Első alkotása 1990-ben a Tokio no cuma volt, majd 1991-ben a Tennenshokudanji Buray jött, aztán végül a Yu-Gi-Oh! mangával vált híressé, aminek sikere később animesorozatot is megért.
Takahasi egy játéktársaságnál is dolgozott, de mindig is mangaka szeretett volna lenni.
Szereti játszani a japán sakkot, a sógit és a kínai kockajátékot, a madzsongot, kártyajátékokat és asztali szerep játékokat. Szereti olvasni az amerikai Hellboy képregényt. A Hellboy megalkotója, Mike Mignola és Takahasi részt vettek együtt egy művészcserében. Takahasi Hellboy-t rajzolta Mutó Júgi hajával, az Ezeréves Kirakójával és egy Párbaj Lemezzel. Mingola pedig Hellboy-t úgy rajzolta, hogy Jugi Kirakósa és pólója van rajta.

## A Yu-Gi-Oh! megalkotása
Takahasi 1996-tól kezdte megalkotni a Yu-Gi-Oh! mangát. Eredetileg Magic & Wizards címen tervezte, de később megváltoztatta. Az anime 2000-es adaptációja Duel Monsters alcímet kapott. Azonban sose szándékozott összpontosítani egy mangát bármilyen játékkal. Eredetileg epizodikus fejezeteket alkotta meg különböző játékokkal, amit minden fejezetben játszanak, s azt szerette volna, hogy a Magic & Wizards kártyajáték mindkét fejezetben megjelenjen. A mangát végül a Shueisha kiadó adta ki a Súkan Sónen Jump magazinban, aminek hála bővült a manga. Később a Konami egy kereskedelmi kártyajátékot dobott a piacra.
Takahasi később egy spin-off Yu-Gi-Oh!-t, a GX-et is megalkotta, azzal a tervvel, hogy majd ezzel befejezi a Yu-Gi-Oh!-t. Azonban sokan törekedtek, hogy készítsen még, így elfogadta a feltételeket, s neki kezdett az 5D's elkészítésében is. A Yu-Gi-Oh! világszerte sikereket ért el. Az 5D's után következett a Yu-Gi-Oh! Zexal, és 2014 tavaszán pedig debütálni fog a Yu-Gi-Oh! Arc-V is.